# Dmytro Karjučenko
Dmytro Mykolajovič Karjučenko (in ucraino Дмитро Миколайович Карюченко?; Charkiv, 15 gennaio 1980) è uno schermidore ucraino, vincitore di due medaglie di bronzo ai campionati mondiali di scherma.

## Palmarès
- Mondiali

Lipsia 2005: bronzo nella spada a squadre.
Torino 2006: bronzo nella spada a squadre.
Budapest 2013: argento nella spada a squadre.
Mosca 2015: oro nella spada a squadre.
- Europei

Coblenza 2001: oro nella spada a squadre.
Mosca 2002: bronzo nella spada a squadre.
Bourges 2003: argento nella spada a squadre.
Lipsia 2010: argento nella spada a squadre.
Legnano 2012: bronzo nella spada a squadre.
Toruń 2016: bronzo nella spada a squadre.